# 瑪利歐與音速小子在索契2014冬季奧運會
《瑪利歐與音速小子在2014索契冬季奧運會》，為瑪利歐和音速小子在奧林匹克運動會系列第四作，主要配合2014年冬季奧林匹克運動會，於2013年5月17日的任天堂直面會正式預告發售，發售時間於2013年11月5日在Wii U發售，無3DS版本。

## 登場人物
可用人物目前與上系列一樣，分为瑪利歐代表队和索尼克代表队。瑪利歐代表队可用角色包括瑪利歐、路易吉、碧姬公主、黛西公主、耀西、瓦利歐、瓦路易吉、森喜刚、庫巴Jr.、庫巴；索尼克代表队可用角色包括索尼克、塔尔斯、納克魯斯、艾咪、夏特、布蕾茲、貝庫特、希爾弗、金屬索尼克、蛋头博士。

## 外部連結
- http://www.polygon.com/2013/5/17/4340140/mario-sonic-2014-sochi-winter-olympics（页面存档备份，存于）
- http://www.youtube.com/watch?v=8w8pYTc6QEk （页面存档备份，存于）